# GAZ-24
Volha GAZ 24 je osobní automobil vyšší střední třídy s karosérií sedan vyráběný automobilkou GAZ v SSSR.

## Popis

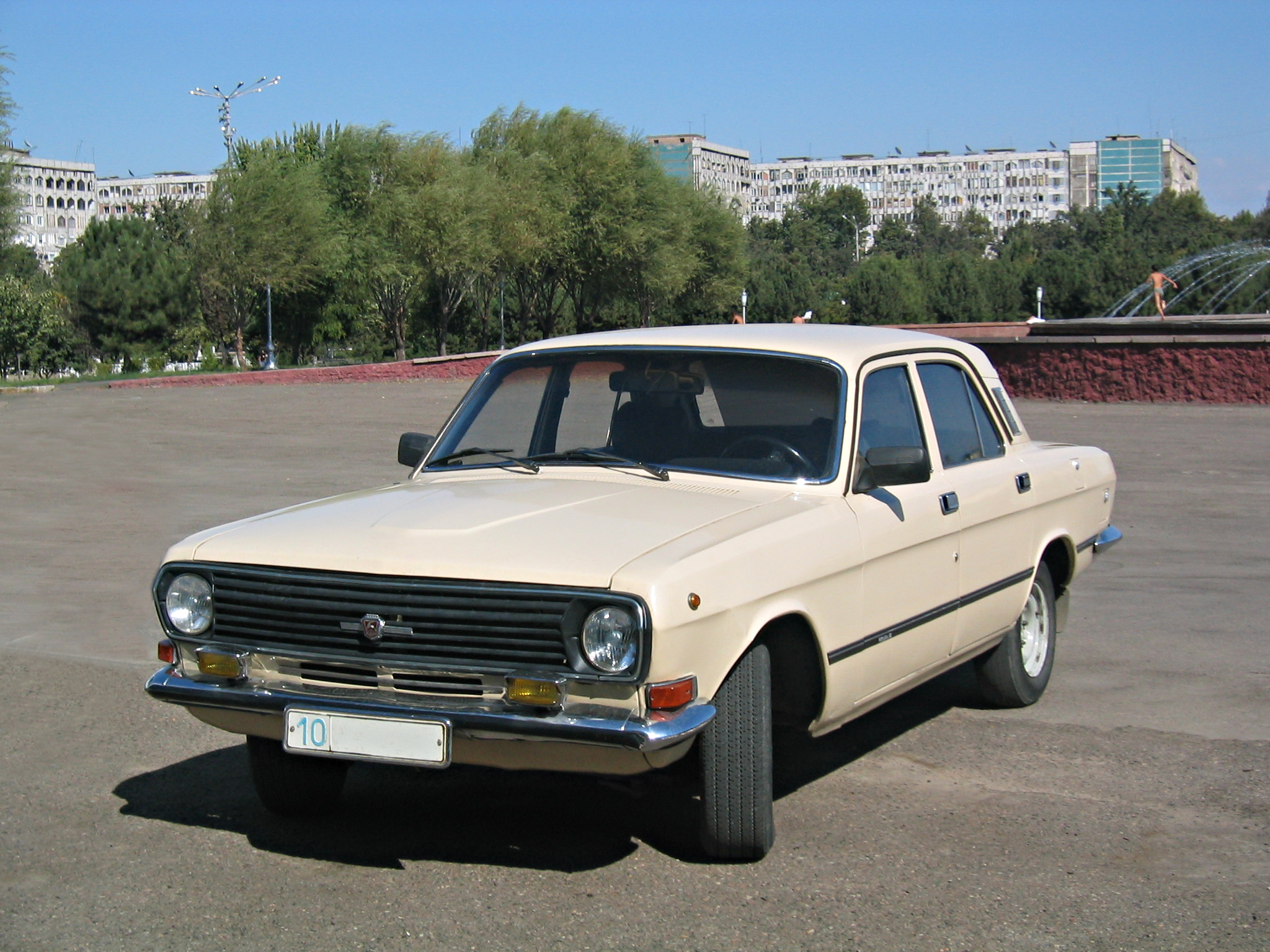
GAZ-24-10

Vůz je vybaven benzínovým čtyřválcovým čtyřtaktním motorem o zdvihovém objemu 2445 cm³, který dává výkon 72,1 kW (98 koní). Zpočátku byla Volha relativně populární i v zahraničí, kde se však často používal vznětový motor z peugeotu. Dále byly pro KGB vozy upraveny instalací osmiválce V8 z vozů GAZ-13 Čajka a později 2410 s V8 GAZ-14 Čajka. Na svoji dobu byly tyto vozy pak jedny z nejrychlejších, dosahovaly rychlosti až 200 km/h, avšak těžko ovladatelné. V GAZu M-24 se nacházela synchronizovaná, čtyřstupňová, manuální převodovka. Ve fázi vývoje byla i automatická určená pro třílitrový šestiválec vyvíjený pro odvozený model 3101, od té se však včetně onoho nového šestiválcového motoru upustilo již v rané fázi vývoje. Jelikož měla Volha i relativně velkou spotřebu (oficiálně 10–12 l/100 km, neoficiálně až 20 l/100 km), tak se do poměrně objemného prostoru pro motor montovaly pohonné jednotky německého Mercedesu, zvláště pak úspornější dieselové. Často jako dodatečné přestavby u dalších majitelů. Přední náprava prvních vyrobených vozů se musela pravidelně mazat. Její konstrukce byla z předchozího modelu Volha 21 (jako většina dílů u prvních sérií). Volha měla tuhou zadní nápravu odpruženou půleliptickými péry, bez příčné stabilizace. Vpředu i vzadu byly použity pouze bubnové brzdy. Kotoučové brzdy vpředu byly montovány až od roku 1982 na novější model 3102, který zpočátku plnil úlohu luxusnějšího provedení.
Čas od času se vždy objevily snahy o modernizaci Volhy, ale jen část se opravdu zrealizovala. Raritou je například terénní Volha pod názvem GAZ 24-95 s pohonem všech čtyř kol, vybavená podvozky ze závodu UAZ. Vyrobilo se jich jen pár, ale údajně jedna sloužila i L. I. Brežněvovi. Není bez zajímavosti, že se na Volze lišil i tradiční znak GAZu. Charakteristický jelen nebyl na červeném pozadí, ale poskakoval na zeleném podkladu.

## Historie

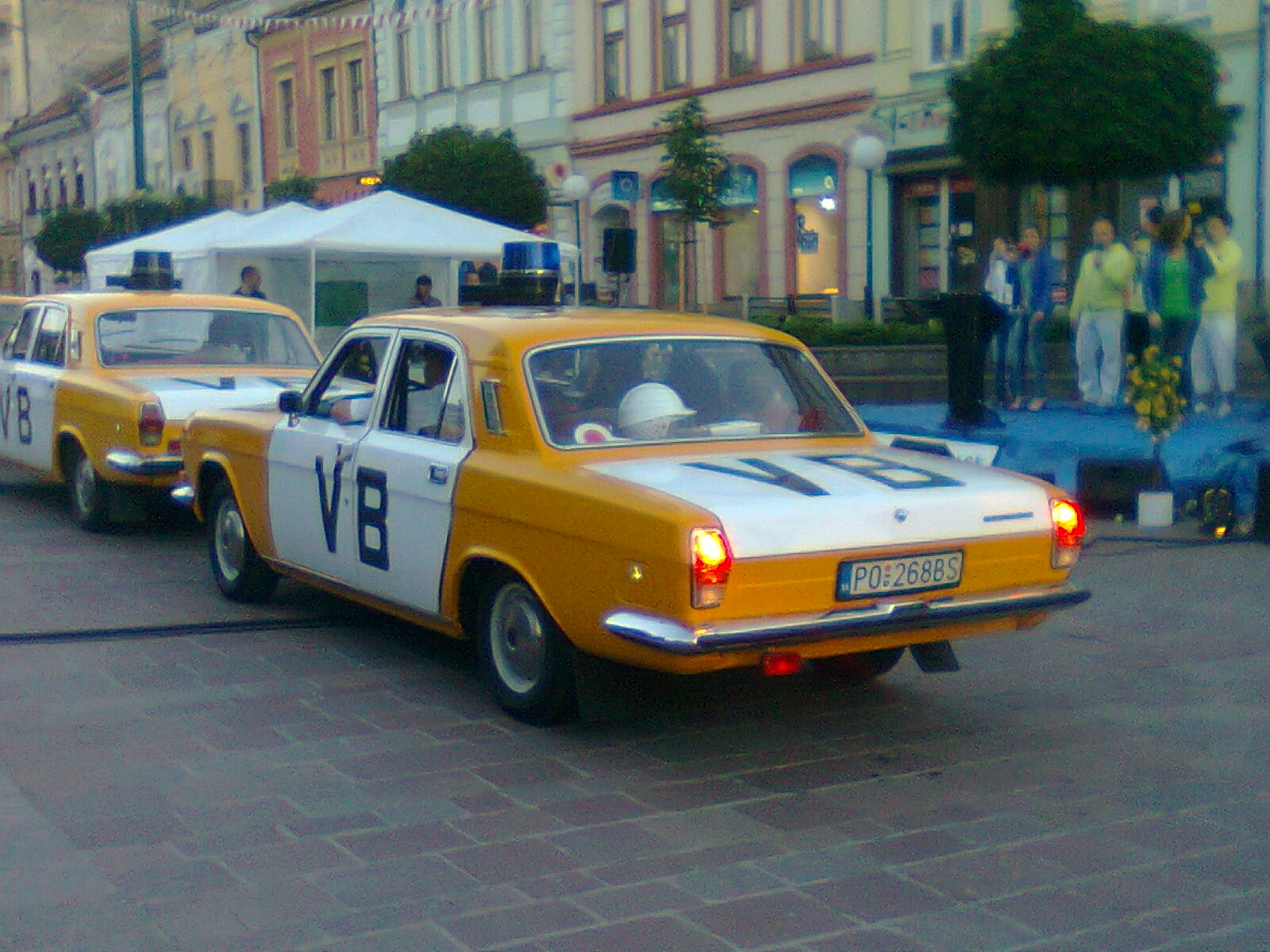
GAZ-24 v historických barvách Veřejné bezpečnosti na Slovensku, 2012

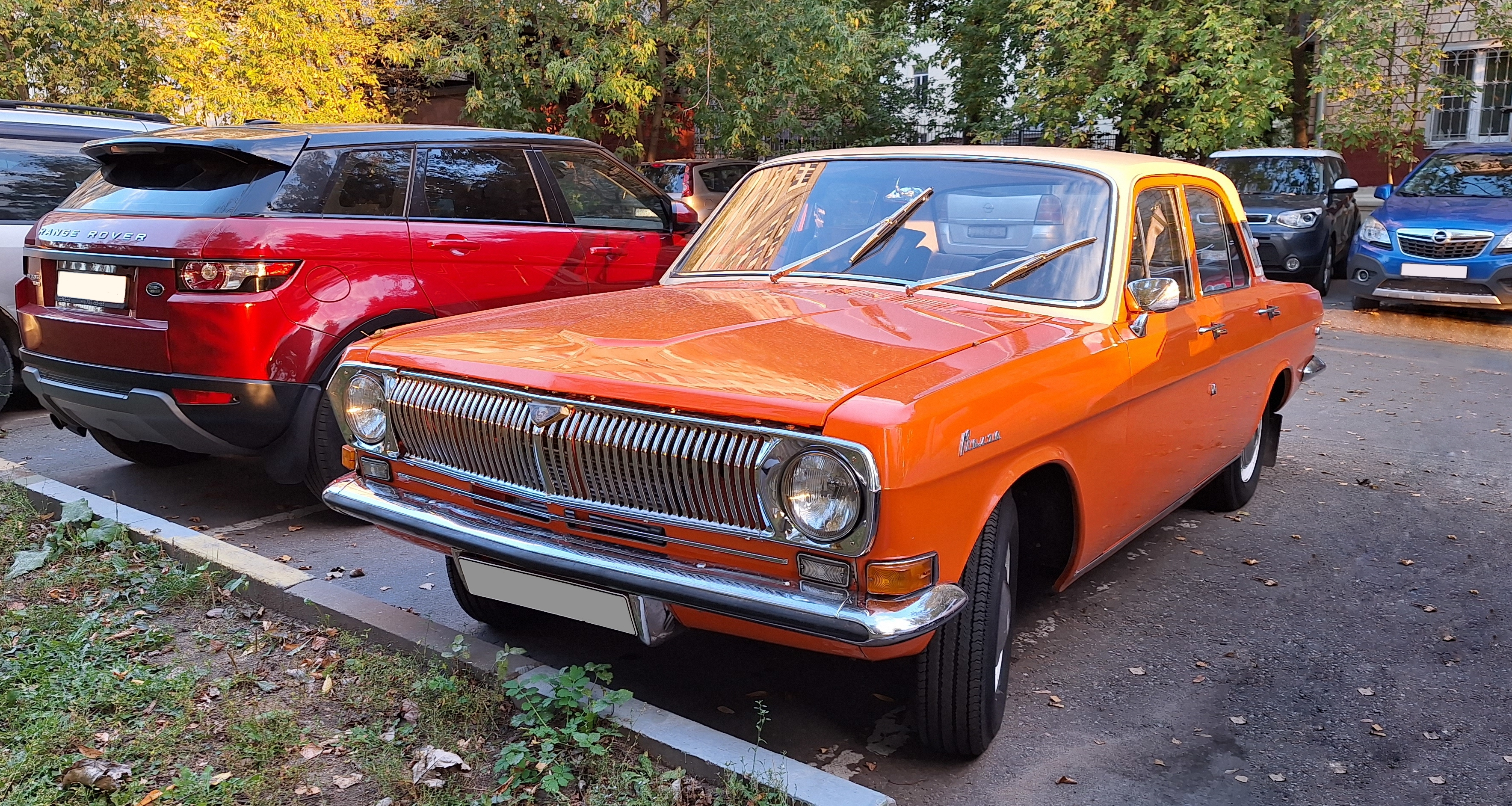
"Volha" v roce 2023

M-24 Volha, která nahradila M-21, byla jedním z nejdéle vyráběných automobilů v socialistických zemích. V SSSR byla velmi oblíbená mezi členy strany. Ti nejvyšší pohlaváři samozřejmě jezdili sovětskými vozy nejvyšší třídy (Čajkami a Zily a Volhami 3102), ale pro vyššího řadového člena byla "dvadcaťčetvjorka" vytouženým a odpovídajícím automobilem. Volha neměla v socialistickém bloku konkurenci. Byla na svou dobu velice pohodlným a prostorným vozem, který nabízel nevídaný luxus. Existoval v různých úpravách. V Sovětském svazu se používala Volha (ve verzi kombi) jako sanita nebo policejní vůz a také u nás velice oblíbený vůz taxi služby. Zvláště čeští taxikáři si Volhy velice cenili. Jak už bylo předesláno, měla prostorný interiér a měkké a pohodlné pérování, nemluvě o velice pohodlných sedačkách, které sloužily i po mnoha a mnoha kilometrech. 
Oficiální datum premiéry "nového" GAZu M-24 bylo stanoveno na rok 1970 (sto let od narození V. I. Lenina). 
První Volhy ale začaly opouštět montovací linky v Gorkém (dnes Nižnij Novgorod) již o něco dříve. Pro inspiraci v hrubých designových křivkách byly v SSSR často vybírány vozy z USA, zejména pak vozy značky Ford. Tehdy totiž byly hranaté mohutné vozy velkou módou. Avšak inspirace "amerikou" je mnohem více vidět u předchozí řady M21. Po mnohých krušných začátcích v konstruování nástupce starého GAZu M-21 nakonec bodoval i starý konstruktér M-21 Volhy Alexander Něvzorov. Díky konzervativnímu a lehkému designu karoserie stárla Volha M24 vzhledově pomalu. Díky tomu se mohl tento model vyrábět ještě dlouhá léta. A to navzdory poklesu zájmu  původní cílové skupiny, která se v devadesátých letech dostala již k moderním západním automobilům. Poslední GAZ 2410 Volha sjel z výrobní linky v roce 1992. Jeho luxusnější modernější verze GAZ 3102 Volha vyráběná od roku 1982 se vyráběla do roku 2010. První generace se čtyřstupňovou převodovkou a původním motorem v létech 1982 až 1997, druhá generace vyráběná v letech 1997–2010 již s pětistupňovou převodovkou a o 2 decilitry menším, avšak podstatně výkonnějším a úspornějším vstřikovým 16V motorem ZMZ 406. Část produkce dostala dokonce licenční vznětový motor Steyr o zdvihovém objemu 2,1 l, který byl tehdy v Rusku vyráběn. Jelikož byl tento vůz dlouhou dobu značně oblíben u určité skupiny ruských klientů, produkce byla definitivně ukončena až v roce 2010.